# Trolejbusy w Miassie
Trolejbusy w Miassie − system komunikacji trolejbusowej w rosyjskim mieście Miass, funkcjonujący od 1984.

## Historia
Decyzję o budowie sieci trolejbusowej w Miassie podjęto w grudniu 1982 roku. Trolejbusy uruchomiono 1 listopada 1984 roku. Natomiast regularne kursowanie trolejbusy rozpoczęły dopiero w lutym 1985 roku. Na początku sierpnia 1986 roku uruchomiono linię nr 4. Planowana jest budowa kilku nowych linii oraz nowej zajezdni trolejbusowej, ale na razie nie są prowadzone żadne prace. Obecnie w Miassie funkcjonuje 7 linii trolejbusowych.

## Tabor
W Miass obecnie jest eksploatowanych 58 trolejbusów:
- ZiU-9 (10 odmian) – 35 sztuk
- VMZ-5298.00 (VMZ-375) – 12 sztuk
- BTZ-5276-04 – 4 sztuki
- BTZ-5201 – 3 sztuki
- VMZ-52981 – 2 sztuki
- BTZ-52011 – 2 sztuki